# Добкевич, Юрий
Ю́рий Добке́вич (лит. Jurgis Dobkevičius Юргис Добкявичюс); (23 марта 1900 — 8 июня 1926) — литовский авиаконструктор, инженер, старший лейтенант Войска литовского, военный лётчик, участник боевых действий.

## Биография

### Детство и юность
Родился 23 марта 1900 года в Санкт-Петербурге. В 1917 году с золотой медалью окончил Выборгское коммерческое училище. В том же году поступил учиться в Петроградский политехнический институт на судостроительный факультет, но был мобилизован в российскую армию и направлен учиться на курсы авиамехаников в Бакинское мореходное училище. В 1919 году с родителями переехал в Литву.

### Военная карьера
В 1919 году в Литве записывается добровольцем в Войско литовское и 7 августа того же года поступает учиться в каунасское Военное авиационное училище. 16 декабря 1919 года оканчивает училище с первым выпуском из 34 лётчиков, с присвоением воинского звания лейтенанта инженерии, и направляется для прохождения службы в Авиационную часть Войска литовского. 16 апреля 1920 года направляется в 1-ю воздушную эскадрилью ВВС Литвы в качестве курсанта-лётчика.
В 1920 году, участуя в боевых действиях, совершает 24 боевых вылета на польский фронт. 22 сентября 1920 года становится командиром 1-й воздушной эскардильи, а 1 ноября того же года переводится на должность военного лётчика. 1 декабря 1920 года первым в ВВС Литвы получает звание военного лётчика, и в том же году, первым в Литве, на самолёте Fokker D.VII, выполняет фигуру высшего пилотажа «мёртвая петля». 22 апреля 1923 года производится в старшие лейтенанты.
7 ноября 1923 года, по собственному желанию, увольняется из вооружённых сил и отправляется учиться во Францию, в Высшую школу воздухоплавания (фр. L'Ecole Superieure d'Aeronautique) в Париже.

### Гибель
8 июля 1926 года Юрий Добкевич ещё не оправившись от травм полученных при аварии Dobi-I совершал демонстрационный полёт перед оценочной комиссией на самолёте собственной конструкции Dobi-III, который закончился катастрофой. При посадке машина задела деревья и была разрушена, сам конструктор получил тяжёлые травмы и скончался в госпитале спустя шесть часов.

Похоронен на Пятрашюнском кладбище в Каунасе.

## Самолёты конструкции Добкевича
| Наименование | Назначение       | Конструктивная схема | Первый полёт | Всего построено | Статус               |
| ------------ | ---------------- | -------------------- | ------------ | --------------- | -------------------- |
| DOBI-I       | спортивный       | моноплан             | 1922         | 1               | принят на вооружение |
| DOBI-II      | разведывательный | моноплан             | 1923         | 1               | первый прототип      |
| DOBI-III     | истребитель      | моноплан             | 1924         | 1               | первый прототип      |

## Награды
Крест Погони II-й степени (1923),
 Крест Погони I-й степени (1920),